# Грахово (Рожаје)
Грахово је насеље у општини Рожаје у Црној Гори. Према попису из 2003. било је 236 становника (према попису из 1991. било је 249 становника).

## Демографија
У насељу Грахово живи 158 пунолетних становника, а просечна старост становништва износи 29,6 година (28,5 код мушкараца и 30,8 код жена). У насељу има 42 домаћинства, а просечан број чланова по домаћинству је 5,62.
Ово насеље је углавном насељено Бошњацима (према попису из 2003. године).
|  |

| Демографија | Демографија | Демографија |
| Година      | Становника  | Становника  |
| ----------- | ----------- | ----------- |
|             |             |             |
|             |             |             |
|             |             |             |
|             |             |             |
| 1948.       | 166         |             |
| 1953.       | 196         |             |
| 1961.       | 217         |             |
| 1971.       | 174         |             |
| 1981.       | 196         |             |
| 1991.       | 249         | 243         |
| 2003.       | 276         | 236         |
|             |             |             |

| Етнички састав према попису из 2003.‍ | Етнички састав према попису из 2003.‍ | Етнички састав према попису из 2003.‍ | Етнички састав према попису из 2003.‍ | Етнички састав према попису из 2003.‍ |
| ------------------------------------ | ------------------------------------ | ------------------------------------ | ------------------------------------ | ------------------------------------ |
|                                      |                                      |                                      |                                      |                                      |
| Бошњаци                              | Бошњаци                              |                                      | 155                                  | 65,67%                               |
| Муслимани                            | Муслимани                            |                                      | 79                                   | 33,47%                               |
| Хрвати                               | Хрвати                               |                                      | 1                                    | 0,42%                                |
| непознато                            | непознато                            |                                      | 1                                    | 0,42%                                |

| Година пописа     | 1948. | 1953. | 1961. | 1971. | 1981. | 1991. | 2003. |
| ----------------- | ----- | ----- | ----- | ----- | ----- | ----- | ----- |
| Број домаћинстава | 25    | 32    | 34    | 29    | 30    | 45    | 44    |

| Број чланова      | 1  | 2 | 3 | 4 | 5 | 6  | 7 | 8 | 9 | 10 и више | Просек |
| ----------------- | -- | - | - | - | - | -- | - | - | - | --------- | ------ |
| Број домаћинстава | 42 | 0 | 7 | 4 | 5 | 10 | 5 | 4 | 2 | 0         | 5      |

| Пол    | Укупно | Неожењен/Неудата | Ожењен/Удата | Удовац/Удовица | Разведен/Разведена | Непознато |
| ------ | ------ | ---------------- | ------------ | -------------- | ------------------ | --------- |
| Мушки  | 86     | 35               | 48           | 3              | 0                  | 0         |
| Женски | 88     | 28               | 49           | 10             | 1                  | 0         |
| УКУПНО | 174    | 63               | 97           | 13             | 1                  | 0         |

| Пол    | Укупно                    | Пољопривреда, лов и шумарство | Рибарство                            | Вађење руде и камена | Прерађивачка индустрија       |
| ------ | ------------------------- | ----------------------------- | ------------------------------------ | -------------------- | ----------------------------- |
| Мушки  | 28                        | 17                            | 0                                    | 0                    | 2                             |
| Женски | 3                         | 2                             | 0                                    | 0                    | 0                             |
| УКУПНО | 31                        | 19                            | 0                                    | 0                    | 2                             |
| Пол    | Производња и снабдевање   | Грађевинарство                | Трговина                             | Хотели и ресторани   | Саобраћај, складиштење и везе |
| Мушки  | 0                         | 1                             | 1                                    | 0                    | 4                             |
| Женски | 0                         | 0                             | 0                                    | 0                    | 0                             |
| УКУПНО | 0                         | 1                             | 1                                    | 0                    | 4                             |
| Пол    | Финансијско посредовање   | Некретнине                    | Државна управа и одбрана             | Образовање           | Здравствени и социјални рад   |
| Мушки  | 0                         | 0                             | 1                                    | 0                    | 0                             |
| Женски | 0                         | 1                             | 0                                    | 0                    | 0                             |
| УКУПНО | 0                         | 1                             | 1                                    | 0                    | 0                             |
| Пол    | Остале услужне активности | Приватна домаћинства          | Екстериторијалне организације и тела | Непознато            | Непознато                     |
| Мушки  | 0                         | 0                             | 0                                    | 2                    | 2                             |
| Женски | 0                         | 0                             | 0                                    | 0                    | 0                             |
| УКУПНО | 0                         | 0                             | 0                                    | 2                    | 2                             |